# 菲利普·努瓦雷
菲利普·努瓦雷（法語：Philippe Noiret，1930年10月1日—2006年11月23日）是一位法国电影男演员。

## 生平
诺瓦雷出生於法国里尔，為露西·诺瓦雷（Lucy，娘家姓為Heirman）和服装公司销售员皮耶·诺瓦雷（Pierre Noiret）之子。